# Teori Zavascki
Teori Albino Zavascki GOMM (Faxinal dos Guedes, 15 de agosto de 1948 – Paraty, 19 de janeiro de 2017) foi um jurista, professor e magistrado brasileiro. Foi ministro do Superior Tribunal de Justiça (STJ) e do Supremo Tribunal Federal (STF). Ganhou expressiva notoriedade após tornar-se o ministro relator da Operação Lava Jato no STF, analisando os casos de pessoas com foro privilegiado, homologando delações premiadas e acordos de leniência.
Exerceu a advocacia de 1971 até 1989, tendo sido advogado do Banco Central do Brasil, exercendo os cargos de Coordenador dos Serviços Jurídicos desta autarquia e Superintendente Jurídico do Banco Meridional do Brasil. Foi nomeado juiz federal e consultor jurídico do estado do Rio Grande do Sul em 1979, porém não tomou posse em nenhum dos cargos. Ingressou na magistratura em 1989, no cargo de desembargador do Tribunal Regional Federal da 4ª Região, por meio do quinto constitucional, tendo presidido a corte de 2001 a 2003, ano que deixou o cargo. Em 2002, foi indicado pelo presidente Fernando Henrique Cardoso e nomeado pelo presidente Luiz Inácio Lula da Silva ao cargo de ministro do Superior Tribunal de Justiça, tendo permanecido nesta corte até 2012, ano em que foi indicado pela presidente Dilma Rousseff ao cargo de ministro do Supremo Tribunal Federal. Nesta corte, além da relatoria da Lava Jato, também foram notórias sua decisão de negar a anulação do processo de impeachment de Dilma Rousseff e a determinação do afastamento de Eduardo Cunha, então presidente da Câmara dos Deputados, do mandato de deputado federal.
Bacharel em ciências jurídicas e sociais pela Faculdade de Direito da Universidade Federal do Rio Grande do Sul (1972), era mestre (2000) e doutor (2005) em direito processual civil pela mesma instituição. Na academia, lecionou a disciplina Introdução ao Estudo de Direito na Universidade do Vale do Rio dos Sinos desde 1980 até 1987, e direito processual civil na Universidade Federal do Rio Grande do Sul de 1987 a 2005 e de 2013 até a sua morte, e na Faculdade de Direito da Universidade de Brasília de 2005 a 2013. Morreu em um acidente aéreo em Paraty, município do estado do Rio de Janeiro, no dia 19 de janeiro de 2017.

## Carreira
Formado em direito pela Universidade Federal do Rio Grande do Sul em 1971, Zavascki concluiu o mestrado e o doutorado em Direito Processual Civil pela mesma instituição em 2000 e 2005, respectivamente.
Foi, entre 1976 e 1989, advogado do Banco Central. Em 1979, após aprovado em concursos públicos de provas e títulos, foi nomeado para os cargos de juiz federal e consultor jurídico do Estado do Rio Grande do Sul, porém não tomou posse, optando por permanecer no Banco Central.
Em 30 de março de 1989, tendo ingressado através do quinto constitucional, em vaga destinada a advogado, tomou posse como desembargador do Tribunal Regional Federal da 4ª Região, presidindo-o de 21 de junho de 2001 até 7 de maio de 2003.
Em dezembro de 2002, foi indicado por Fernando Henrique Cardoso para o cargo de ministro do Superior Tribunal de Justiça (STJ), em vaga destinada a membro de Tribunal Regional Federal. O Senado Federal aprovou seu nome em 13 de março de 2003, com 59 votos favoráveis, 3 contra e 1 abstenção, sendo então nomeado por Luiz Inácio Lula da Silva e tomando posse em 8 de maio de 2003.
Admitido à Ordem do Mérito Militar em abril de 2002 pelo presidente Fernando Henrique Cardoso no grau de Comendador especial, foi promovido em abril de 2004 pelo presidente Lula ao grau de Grande-Oficial.
Tornou-se professor da Faculdade de Direito da UFRGS em 1987. Redistribuído para a Faculdade de Direito da Universidade de Brasília (UnB), ali lecionou de 2005 até 2013, quando foi redesignado para a UFRGS.

### Supremo Tribunal Federal
Em 2012, foi indicado pela presidente Dilma Rousseff para ser ministro do Supremo Tribunal Federal (STF), substituindo Cezar Peluso, que se aposentara ao atingir a idade limite de 70 anos. Foi sabatinado pelo Senado Federal, que aprovou sua indicação por 54 votos a 4.
Em 2013, Teori Zavascki solicitou ao então presidente do STF, ministro Joaquim Barbosa, a convocação do juiz Márcio Schiefler Fontes, que ficou à frente de todos os processos penais de seu gabinete e permaneceu até a morte do ministro.
Em 28 de fevereiro de 2014, no STF, ainda com pouco tempo de casa, votou pela absolvição dos condenados no que se refere ao crime de formação de quadrilha, durante o processo do mensalão. Sua base para o voto fora: "A pena-base foi estabelecida com notória exacerbação".
Em 6 de março de 2015, Teori Zavascki autorizou a abertura de inquérito para investigar 47 políticos suspeitos de participação no esquema de corrupção da Petrobras investigado pela Operação Lava Jato.
Em 25 de novembro de 2015, Teori Zavascki determinou à Polícia Federal (PF) o cumprimento de quatro mandados de prisão, com as prisões do senador Delcídio do Amaral, do banqueiro André Esteves, do advogado de Delcídio, Edson Ribeiro, e do chefe de gabinete do senador Diogo Ferreira Rodrigues, por tentativa de obstruir as investigações da Operação Lava Jato. Em 15 de março de 2016, Teori homologou delação premiada de Delcídio do Amaral no âmbito da operação.
Em 22 de março de 2016 Teori Zavascki determinou que todas as investigações da Lava Jato na primeira instância da Justiça Federal que envolvessem o ex-presidente Luiz Inácio Lula da Silva e políticos com foro privilegiado, como a então Presidente da República Dilma Rousseff, fossem remetidas ao Supremo Tribunal Federal. Teori Zavascki decide também sigilo em interceptações telefônicas que envolvam autoridades com foro privilegiado. Após essa decisão, Teori foi hostilizado por membros do Movimento Brasil Livre. Outros movimentos pró-impeachment inflaram um boneco do ministro protegendo Dilma Rousseff e Luiz Inácio Lula da Silva e o enviaram ofensas e ameaças através da internet. Tais atos foram investigados pela Polícia Federal.
Em 5 de maio, Teori Zavascki deferiu medida requerida na ação cautelar (AC) 4070 que determinou a suspensão de Eduardo Cunha (PMDB-RJ) do exercício do mandato de deputado federal e, por consequência, da função de presidente da Câmara dos Deputados a pedido do PGR.
Em 11 de maio, Teori Zavascki negou o pedido do governo para anular o processo de impeachment de Dilma Rousseff. Com a decisão, o Senado manteve a votação que decidiu pela abertura do processo e afastamento temporário da presidente do Palácio do Planalto.
Em 13 de junho, Teori determinou que a investigação envolvendo o ex-presidente Luiz Inácio Lula da Silva fosse devolvida ao juiz Sergio Moro, e decidiu anular as interceptações telefônicas envolvendo a presidente afastada Dilma Rousseff, por considerá-las ilegais, devido ao fato do grampo ter sido realizado após a Justiça do Paraná determinar o fim da interceptação.
Em 14 de junho de 2016, Teori negou os pedidos de prisão solicitados pela Procuradoria-Geral da República, do presidente do Senado Renan Calheiros, do senador Romero Jucá e do ex-presidente da República José Sarney, sob justificativa de que não houve no pedido "a indicação de atos concretos e específicos" que demonstrem a efetiva atuação dos três peemedebistas para interferir nas investigações da Lava Jato.
Em 22 de junho de 2016, Teori aceitou uma segunda denúncia da PGR contra Eduardo Cunha. O ministro, em seu voto, destacou que a forma como Cunha recebeu os repasses reforçaram as suspeitas contra ele. De acordo com a denúncia da PGR, o operador João Augusto Henriques fez depósitos, com origem em uma conta na Suíça, para um trust de propriedade de Cunha. Os demais ministros acompanharam o voto do relator, e com isto o deputado Eduardo Cunha se tornou réu pelos crimes de corrupção passiva, lavagem de dinheiro, evasão de divisas e falsidade ideológica com fins eleitorais.

## Vida pessoal
Nascido em Faxinal dos Guedes, no interior do estado de Santa Catarina, em 15 de agosto de 1948, Teori era filho de Severino Zavascki, descendente de poloneses, e Pia Maria Fontana, descendente de italianos. Em fevereiro de 1972, Teori casou-se com Liana Maria Prehn Zavascki, com quem teve seus três filhos. Em 2004, Teori casou-se novamente, agora com a juíza federal do Tribunal Regional Federal da 4ª Região Maria Helena de Castro, que morreu em 2013 em decorrência de um câncer. Era torcedor do Grêmio de Porto Alegre, tendo sido conselheiro do clube por muitos anos.

## Morte
Em 19 de janeiro de 2017, Teori morreu em um acidente de avião na região do litoral de Paraty, no estado do Rio de Janeiro. Segundo o Instituto Médico Legal (IML) de Angra dos Reis, a causa da morte foi politraumatismo craniano devido ao impacto da queda. O voo saiu do aeroporto Campo de Marte, na cidade de São Paulo, às 13h (horário de Brasília), com destino à cidade de Paraty. Porém, a aeronave caiu no mar próximo à Ilha Rasa Paraty, cerca de meia hora depois de decolar. Chovia muito na região da queda. O avião prefixo PR-SOM era um bimotor turboélice, modelo Hawker Beechcraft King Air C90, com capacidade para sete passageiros mais o piloto. O acidente vitimou outras quatro pessoas.
O presidente Michel Temer manifestou pesar pela morte do ministro e decretou luto oficial de três dias. Além do presidente, políticos e juristas lamentaram a morte de Teori, dentre eles os ex-presidentes Dilma Rousseff, Lula, José Sarney; a ministra Cármen Lúcia, ex-presidente do STF, e os ministros e ex-ministros da Corte; associações de magistrados, procuradores e delegados da Polícia Federal; Ordem dos Advogados do Brasil; e muitos líderes e partidos políticos. A morte do ministro também teve repercussão nos principais veículos da imprensa internacional.
O corpo foi liberado pelo IML um dia após do acidente e transportado para o Rio de Janeiro para embalsamamento. O velório aconteceu no plenário do Tribunal Regional Federal da 4ª Região (TRF4), em Porto Alegre, e sepultamento ocorreu às 18h45 no cemitério Jardim da Paz, na zona leste da capital gaúcha.

## Principais publicações
- Zavascki, Teori A. (2009). Antecipação da Tutela 7ª ed. [S.l.]: Saraiva. 320 páginas. ISBN 9788502082830
- Zavascki, Teori A. (2008). Processo Coletivo: Tutela de direitos coletivos e tutela coletiva de direitos 3ª ed. [S.l.]: Revista dos Tribunais. 320 páginas. ISBN 9788520332948
- Zavascki, Teori A. (2004). Processo de Execução: Parte Geral 3ª ed. [S.l.]: Revista dos Tribunais. 464 páginas. ISBN 8520326072
- Zavascki, Teori A. (2003). Comentários ao Código de Processo Civil 2ª ed. [S.l.]: Revista dos Tribunais. 510 páginas. ISBN 8520326072